# Hans-Joachim Hespos
Hans-Joachim Hespos (* 13. März 1938 in Emden; † 18. Juli 2022 in Ganderkesee) war ein deutscher Komponist und Verleger seiner Werke.

## Leben
Hespos entstammte einem musikalischen Hause und erhielt seit 1946 Geigenunterricht. Er debütierte 1948 im Alter von zehn Jahren in einem öffentlichen Konzert. 1950 folgten erste Kompositionsversuche. Nach dem Abitur studierte Hespos das Fach Pädagogik an der damaligen Pädagogischen Hochschule in Oldenburg. Von 1962 bis 1984 arbeitete er im Schuldienst. Seit seinem Ausscheiden aus dem Beamtenverhältnis ist Hespos als freischaffender Künstler mit dem Wohnsitz in Ganderkesee tätig gewesen.
Seit 1967 erhielt er zahlreiche Kompositionsaufträge aus dem In- und Ausland sowie Kompositionspreise und Ehrungen. Seine Werke, die Hespos seit 1978 im eigenen Verlag publizierte, finden Aufführungen in aller Welt. Bereits 1969 gründete er die Konzertreihe 11.11 Neue Musik in Delmenhorst, der weitere Projekte wie Kulturreibe Hoyerswege, Zentrum aktueller Kunst (1982) und Wiese GmbH, inspirierendes Feld für Erprobungen (1993) folgten.
Als Stipendiat der Villa Massimo in Rom (1972–1973) setzte sich Hespos ausführlich mit zeitgenössischer Musik auseinander. Seine Orgelkomposition Traces de. ., komponiert 1972 an der historischen Orgel der Basilica dei Frari in Venedig und Girolamo Frescobaldi gewidmet, wurde im gleichen Jahr von Gerd Zacher beim Festival internazionale di Musica organista in Venedig uraufgeführt.
1984 dozierte er bei den Internationalen Ferienkursen für Neue Musik in Darmstadt. Von 1990 bis 1991 übernahm Hespos eine Gastprofessur an der Hochschule für Künste Bremen. 1997 bis 1999 leitete er die Projektwerkstatt Erweiternde Komposition an der Hochschule für Musik und Theater Rostock. Zusammen mit dem bildenden Künstler Jürgen Engel gründete Hespos 1999 die Universitaere Manufactur Com-Position e. V. (UMAC), die zum 31. Dezember 2008 ihre Aktivitäten abgeschlossen hat.
Seit 1991 war Hespos Mitglied der Freien Akademie der Künste in Hamburg. 2005 richtete die Akademie der Künste (Berlin) das Hespos-Archiv ein, und die Zeitschrift Opernwelt wählte die Oper iOpal, eine Auftragskomposition der Staatsoper Hannover, zur Opern-Uraufführung des Jahres.

## Werke
Als kompositorischer Autodidakt legte Hespos keinen Wert auf jede Art von Konformität. Sein Werk lässt sich kaum einordnen. Er komponierte über 200 Werke für Solo, Kammermusik, Ensemble, Orchester, Chor, Radio, Elektroakustik, Film, Elektronik, Bühne, Szene. Gemeinsam ist den Werken, dass sie sich an musikalischen Extremsituationen orientieren, und seine phantasievollen Wortschöpfungen. In Syrene finden sich als Spielanweisungen beispielsweise Ausdrücke wie „kreischRISSscratch“, „trockenStille“, „klopfgePoch“ oder „mit reichem Dämpferspiel irres geklitter vielfältiger Echoschwingungen erzeugen“.

### Solowerke
- Für Cello solo, 1964
- -Z … (), Anregung für einen Pianisten, 1969
- Kitara, Spanische Gitarre, 1971
- Traces de …, Orgel, 1972
- Santur – schnelle, zupfe, Zymbal, 1972
- Harry’s Musike, Bassklarinette, 1972
- Sns, Orgel, 1975
- Cang, Zymbal, 1976
- Z dor, Graphik, 1977
- Bratschgeschloif, Viola, 1977
- Pico, Sopranino-Recorder, 1978
- Nai, Stimme, 1979
- Duma, Altflöte in G, 1980
- Padouk, Marimba, 1980
- Chorna, Horn, 1980
- Abutak, Bajan (und Tonband), 1983
- Biomba, Trompete, 1983
- Ikas, Altsaxophon, 1984
- Tiff, Euphonium, 1985
- Tras, Drei Arien (Falsetto, Sprechstimme, Bassbariton), 1987
- Q, 1988
- Yárrah, Ondes Martenot, 1989
- T a n, Installation Choréographique Solokontrabass, 1991
- Air, Ulrik Spies Solo, 1992
- Leija, Harfe, 1992
- - via … mqw, Orgel / Akkordeon, 1992
- Kriz, für Ulrik Spies, 1993
- Bic, Basssaxophon in B, oder Baritonsaxophon in Es, (1988)/93
- en …, Akkordeon, (1988)/93
- Aref, Stimme, (1986)/94
- R o p, Tenorposaune, 1994
- Monske, Ritual für mobile C-Pauke, 1996
- S p i i s s e, Duett für Trompete Solo, Malte Burba zum 40sten ! (Eine Partitur dieses Werkes existiert nicht), 1995
- Douka, Subbassrecorder für Dörte Nienstedt, 1995
- Casseroles, for tinpanny bass & tenor, 1996
- S o p, (Eine Partitur existiert nicht), 1997
- Tuba flip, a KiLLeR TuBa Song for Jay Rozen, 1997
- Staun-pi, für (un)präparierte(s) Klavier(e) kleiner + großer Kinder, 2000
- …de la mancha, Szene für Solocello, zwei Metronome und mechanische Tanzfigur, 2001
- Kette, für einen hörsensiblen Tänzer, oder erfindungsreichen Schlagzeuger, 2001
- Flio-, Stimme solo, 2002
- Canzone, Sopran, 2002
- Tambal, Zymbal, 2003
- Õing klaffende Leere, Schlagspieler und Materialsack, 2004
- SP-AAY, Bassklarinette solo,2004
- Mimac, 1-3 Trumscheite, 2006
- Gantárog, Tárogató solo, 2006

### Kammermusik
- Endogen, Streichtrio, 1967
- Splash, Kontrabass und Percussion, 1969
- Palimpsest, Stimme und Percussion, 1970
- Zeitschnitte, Streichtrio, 1970
- Fahl-Brüchig, Pikkoloheckelphon, Bassetthorn, Violoncello, 1971
- Profile, Blasquintett, 1972
- Koss, Brass-Quintett, 1980
- Ilomba, Bass, Contrabass, Subbass, 1980
- Tekum, 6 Schlagzeuger, 1981
- Prestunissimo, Viola, Violoncello, Kontrabass, 1981
- Tja, Zwei Klaviere, 1981
- Nove, (Arie der Virginia) Sopran und Klavier, 1983
- Hó, Großbassflöte und Bassetthorn, 1983
- Poogri-Blues, Tuba und Kontrabass, 1984
- Tagal, Stimme, Klarinette, Viola, Violoncello, Kontrabass, 2 Schlagzeuger, 1984
- Ganifita-Blues, Percussion, Kontrabass, Tuba, singende Säge, Ondes Martenot, 1984
- Zerango, Bajan, Violine, Violoncello, 1985
- Cru, Weibl. Stimme und kl. Trommel mit Schnarrsaite, 1985
- Ruhil, Cornett, Tenortube, Bassposaune, 1985
- HM, Zwei KlavierSpieler und Percussionisten, 1 Beleuchter, 1987
- X i n a, drei Performance-Artisten (und Regisseur), 1987
- Malika, einfache Szene für zwei Flötenspieler, 1987
- Omziff, 3 unterschiedliche Businen (Eine Partitur existiert nicht), 1989
- Hopszweisätzig, zwei Ausführende (Fl, Perc), 1990
- Spilak, 3 Businen (Eine Partitur existiert nicht), 1991
- Four Children, Klavier (kein Flügel) und Flöten/Maul, 1992
- P i a l, Akkordeon und Pianoforte, 1994
- Musikboxen, für 5 Musiker (Fl, Cl, Guit, Perc, Vc) in einer Container Box, Bassflöte, Plastik-Clarinette in B/Girnata (türkische Metallklarinette in G), Gitarre (zwei fremdartige Exemplare), Percussion (untersch. Röhren/Gefäßtrommeln) / UFIP-Tamtam, Teufelsgeige, Tonband, 1995
- Duoh, Zwei Klaviere, 1995
- Li-lá, zwei Alphörner, 1996
- Gallimak, Sopran und Oboe (auch Sopraninosaxophon), bzw. Alt und Englischhorn, 1998
- Überrasch, zwei Flötenspieler, 1998
- Anjol, Dirigent und improvisierendes Baritonsaxophon, 2000
- Kaleidoskopes Luftsilber, Akkordeon, E-Bass (fretless) und akustische Wandler, 2001
- Stitch, elektrifiziertes Akkordeon, E-Bass (fretless), hybride elektrische Wandler in achtkanaliger Abstrahlung, 2002 MP3-Datei anhören (Interzone perceptible)
- Vierig+, vier und mehr historische Orgeln, Helium-Orgel (auch solo), mit/ohne Vogelfraustimme und Krachlatten, 2002
- Casoleia, E-Gitarre, Tonbandzuspielungen, 2003
- Chillidas, 6 Posaunen: Sopran, Alt, 2 Tenöre, Tenorbass, Basskontrabass (Modell Kunitz), 2006

### Ensemblewerke
- Keime und Male, Picc, Fl, ES-Cl / auch A-Cl, Altsax, Hrn, Guit, Vl, Vc, Cb, 3 Perc, 1965
- Einander – Bedingendes, Fl, B-Cl / auch hoch AS-Cl und ES-Cl, Guit, Tenorsax, Va, 1966
- Frottages, Altsax, Mandoline, Hp, Vc, 4 Perc, 1967
- Break, für einen Pianisten und Orchestergruppe, 1968
- Dschen das Erregende ist wie eine offene Schale, Tenor- / Baritonsax und Streichorchester, 1968
- Passagen, A-Cl / auch C-Cl und ES-Cl, Altsax, C-Tp / auch D-Tp und Flh, Tb-Pos, Va, Cb, 4 Perc, 1969
- Druckspuren … geschattet, B-Cl / auch ES-Cl, Altsax, Fg, D-Tp, Flh, Pos, Cb, 1970
- En – kin das fern-nahe, B-Cl, Sopransax, Fg, Flh, Cb, 1970
- Point, B-Cl, Altpos, Vc, Pno, 1971
- Scappa, Fl, Ob, B-Cl, Bass-Cl, Hrn, Pos, Cel, Glsp, Cymb-Ant, Xylorimba, 2 Vl, Va, Vc, Cb, 1974
- Tetok, Ob, Sopraninosax, Tárogató, Contrabass-Sarrusophon, Flh, Bass-Tp, Altpos, Horntube, Tba, 4 Perc, 1977
- Go, Ob / auch Sopransarrusophon, Eh / auch Hph, Fg / auch Cfg, hoch As-Cl / auch Bassetthrn und Contrabasssarrusophon, Tárogató / auch Bass-Cl, ES-Cl / auch C-Cl und B-Cl, Altpos, Tba, Pno, 1978
- Break, 2. Fassung, Ob, Tenorsax / auch Baritonsax, Tp in hoch b, d-Tp, c-Tp, Flh, Pos, Pno, Vc, Cb, 4 Perc, 1978
- Passagen, 2. Fassung, es-Cl / auch c-Cl, a-Cl, d-TP / auch c-Tp, Flh, Pos, Va, Cb, 3 Perc, 1979
- Gelb, für 8 Klarinettisten, 1979
- Conga, Tenorsax, Quinto/Conga, 2 Vl, 2 Va, 2 Vc, 1 Cb, 1979
- Dlja …, B-Cl, Altsax, Flh, Flugabone, Basspos, 1981
- Esquisses itinéraires, Fl, Cl, Hrn, Vl, Vc, Pno, 1984
- Donaia, Sprechstimme, Mitail, Ob, Bassetthrn, Pikkolokornett in ES, Vc, gr. Trommel, 1986
- VlF-bi, Fl / auch Picc, Ob / auch Eh, ES-Cl / auch hoch AS-Cl, Bass-Cl, Cfg, Hrn, B-Tp, Flh, Tb-Pos, Pno, 2 Vl, Vc, Cb, Percussionist mit Gummipauke und Hanfseil, ein zeitungslesender Herr, ein Beleuchter, 2 Krachlatten, 1987
- UPEX ein aperçus, C-Cl, Tb-Pos, Vc, Pno, Kreischlache, Dirigent, 1988
- Bi 7 à trois, Ob, B-Cl, Baritonsax, C-Tp, Tb-Pos, Cb, 1 Pauke/gr. Trommel, 1988
- Ifi, (Unklänge für Ensemble) Bass-Fl, Bassetthrn / auch Bass-Cl, span. Guit, neapolitan. Mandoline, gr. Konzertharfe, Va, Cb, Perc, Steptänzerin, 1990
- Spink (1993). Dunkelszene für Nonett (Heckelphon, Kontrabasssarrusophon, Bassklarinette, Horn / Wagnertuba, Basssaxophon, Cimbasso, Sousaphon, Kontrabass, Techniker), Videolen, Flügel und Pauke. UA 4. Juni 1994 Nürnberg (Pegnitzschäfer-Klangkonzepte)
- D i t, Pikkoloflöte, Subbass-Recorder, Sopransaxophon, Bassklarinette, B-Trompete, Tenorbassposaune, spanische Gitarre, Harfe, Akkordeon, Pianoforte, große D-Pauke, gr. UFIP-Tamtam, 1995
- Hystérie de silence, Sopran, Solocello, Flügel, 2 Akteure, Streichorchester, 1995
- Kammerszene – m i r l i, Piccolo/Altflöte, ES- und Kontrabassklarinette, Violine, Violoncello, Pianoforte, Marschtrommel, Dirigent, 2 Stimmen (weiblich/männlich), 1995 * l a c o -Surreale Szene (simultanes Irren), Sopran, Madrigal (2 Soprane, hoher Alt), fluktuierendes Ensemble: Picc/Fl, Ob/Eh, ES-Cl/B-Cl, Fg/Cfg, Hrn, Tpos, Vc, Cb, Pke (groß in D, mobil-klein in c), 1997
- Bigu, für Ensemble Zeitkratzer Berlin, 1998
- Syrene, Für Stimmen und Ensemble mit Dirigent, Voice, Mezzosopran, Klarinette, (Kontra)Fagott, Horn, Altposaune, Schlagzeug, 2000
- Ballati, Singstimme und Accompagnier-Ensemble (Klarinette, Tenorposaune, Viola, Kontrabass, talking drum/große D-Pauke) und in Szene gestellten Dirigenten, 1999
- Champeng, Geburtstagsszenenmusiken für die 12 Cellisten der Berliner Philharmoniker, 2001
- Seta, Flöte (auch Pikkolo), Oboe, es/a-Klarinette, Bassklarinette, Fagott, 2 Hörner, Flügelhorn (auch C-Trompete), 2 Violinen, Viola, Violoncello, Kontrabass, 2002
- Brans, jaulke (ulrike brenning), maul-ketten-mann (mateng pollkläsener), hoher tenor/tiefer bass (graham f.valentine), harfe (eva pressl), schlagzeugender (ulrik spies), tape (e-studio der AdK berlin), 2005
- Yuko Poem1, für den Sopran yuko kakuta und das Ensemble Interzone perceptible (elektrifiziertes Akkordeon, e-bass fretless) und elektro-akustische Wandler, 2005
- S e i d e, sinfonietta: 1,1,2,1 – 2,1,0,0 – gr.Trommel – 1,1,1,1,1, 2006S

### Chorwerke
- Nykaye, Bimba, Chor a Cappella, 1987
- Decay, …Pendelmesse – Lichtraum-Szene für Stimmen (21 gemischtstimmiger Sprechatem-Chor) und Multimusiker (3 Klarinettisten, Saxophon, Horn, Trompete, Tuba, 2 Percussionisten), 1987–89
- Sla, gem. Chor a Cappella, 1989
- Geleut, gem. Chor a Cappella, 1994
- 6 2 5, Stadtkantate für Stimmen, Pfeifen und Metalle Klarinetten, Alt/Tenorsaxophone, Hörner, Trompeten, Posaunen, Tuba, 3 Perkussionisten an 5 Ara-Spezial-Stahlplatten, großer Jugendchor, 1995
- J o i e, für Jugendchor a Cappella und zwei Paukisten: tiefe D-Pauke und kleine Konzertpauke, 1996
- Còrogrammi, gem. Chöre, 1998-2000
- Schry, Chor a Cappella (3,3,3,3 und mehr), 1999
- Olax, Vocalsolisten Stuttgart, Sopran, Mezzo, Altus, Tenor, Bariton, Bass, 2004
- CoriAnder, liederliches für frauenchor 2006/7 (i. V.)

### Orchesterwerke
- Mouvements, Orchester: picc, fl, ob, a-cl, es-cl, bass-cl, fg, altsax, tenorsax, 2 hrn, c-tp, d-tp, tp in hoch b, 2 pos, tba, hp, cel, pno, 6 perc, 12, 0, 6, 4, 3, 1969
- Sound, es-cl, c-cl, b-cl, sopransax, tenorsax, baritonsax, 2 hrn, pikkolokornett in hoch es, flh, d-tp, c-tp, bass-tp, altpos, tb-pos, tba, 3 cb, 1970
- Interactions, großes orchester: 2 Picc, 2 Fl/auch Altfl, Heckelmusette/auch Ob, 2 Ob/davon auch 1 Heckelphon, hoch AS-Cl (ossia ES-Cl), ES-Cl, C-Cl, B-Cl, A-Cl, Bass-Cl, Cb-Cl, Sopraninosax, Altsax, 2 Fg, Cfg, 4 Hrn, Pikkolo-Kornett, Flh, Alth, Tenorh, Tba, D-Tp, B-Tp, C-Tp, Sopranpos, Altpos, 2 Tbpos, Cbpos, 3 Perc, 15, 0, 8, 6, 4, 1971
- Ka, Baritonsaxophon Kontrabass und Orchester: Fl/auch Piec, Ob, ES-Cl, A-Cl, Fg, Cfg, 2 Hrn, B-Tp, A-Pos, Tba, 6 Va, 4 Vc, 1972
- Blackout, Orchester: Ob, ES-Cl, B-d, Bass-Cl, 2 Fg, Cfg, 2 Hrn, Tp in hoch B, Flh, Altpos, TB-Pos, Tba, Pno, 2 Perc, 3 Vc, Cb, 1972
- Mouvements, 2. Fassung Orchester: Picc, Fl, Ob, A-Cl, ES-Cl, Bas-Cl, Altsax, Tenorsax, Fg, 2 Hrn, Tp in hoch B, D-Tp, C-Tp, 2 Tb-Pos, Tba, Hp, Cel, Pno, 6 Perc, 16, 0,12, 8, 3, 1974
- Pleuk, Brass-Orchestra: 2 Ob, Eh, Cb-Sarrusophon, ES-Cl, C-Cl, B-Cl, Bassetthrn, Bass-Cl, Altsax, Tenorsax, Bariton-Sax, 2 Fg, Cfg, 3 Hrn, Pk, Flh, Th, Tba, Tp in hoch B, C-Tp, B-Tp, Bass-Tp, Altpos, 2 Tenpos, Cb-Pos, Cb, 1975
- Che, Großes Orchester (2 Dirigenten): 4 Fl / auch 4 Picc, 2 Ob, Eh, Hph, ES-Cl, C-Cl, B-Cl, Bass-Cl, 3 Fg, Cfg, 6 Hrn, D-Tp, C-Tp, B-Tp, Bass-Tp, 2 Tenpos, Tb-Pos, Cb-Pos, Tba, 6 Perc, Solo-Kontrabass, 16,14,12,10, 6, 1975
- O: Kammermusik für Orchester, Picc/auch Fl, Pikkoloheckelphon, Ob, Ob d'am, Hph, ES-Cl, B-Cl, Bassetthrn, Tarogato, Bass-Cl, Fg, Cfg, 2 Hrn, Pk, Flh, Tba, B-Tp, tief F-Tp, Tenpos, Guit, Cb, 1976
- Stoub, Kleines Orchester: Fl/auch Picc, Ob/auch Eh, B-Cl/auch ES-Cl, Fg, Hrn, B-Tp, Tb-Pos, 1 Pauke, Pno, 1,1,1,1,1, 1977
- T a f f – Zeitwinde für Orchester, bass und orchester: 3, 4, 5, 3 – 4, 4, 4, 1- hp, pno, pke, 5 perc – 16, O, 10, 8, 8, 1985/86
- F p o i, (Ouverture) Orchester: 2, 2, 3, 3 – 2, 2, 3, 1 – Hp, Pno, Pke, 2 Perc – Streicher, 1997
- Papillon, Orchester: 2, 2, 2, 2, Cfg – 2, 2, 3, 1 – Hp, Pno, Pke, Schlgz – Streicher, 1998
- O I X, Symphonische Gesten für Orchester: 2, 2, 2, 3 – 2, 2, 3, 1 – Pno, 2Hp, Pke, Perc – Streicher, 1999
- -dazwischen-, Orchester: 2, 2(Eh), 2, 2, Cfg – 4, 2, 3, 1 – Pno, Klangtisch, Schlagtür, Knallerbsen, Hp, 2Perc – Streicher – gem. Chor, 2000
- Bilan Wassermusike, 44 Streicher (Geigen, Bratschen), Fagott und soprane Kesselpauke, 2000 Ballati-Singstimmen und Accompagnier-Ensemble (Klarinette, Tenorposaune, Viola, Kontrabass, talking drum/große D-Pauke) und in Szene gestellten Dirigenten, 1999
- Cobe, Grenzfelder für Orchester: Bscl, Fg, Cfg, Tba, 2Hp, Pno, gr. Tr., Va, Vc, Cb, 2002
- Air 2, Ulrik Spies und Orchester: 0, 2, 0, 0 – 2, 2, 3, 1 – Pno, Pke, gr. Tr., gr. TT. – Streicher, 2002
- Bulra, Streichorchester, 2003

### Stimmenszenen (mit Orchester)
- Wuniof ' k, Flöte (auch Pikkolo), Oboe (auch Englischhorn), B-Klarinette (auch in Es, auch Bassklarinette), Fagott, Horn, C-Trompete (auch Flügelhorn), Tenorbassposaune, Pianoforte, Pauke in D, 2 Violinen, 1 Viola, 1 Violoncello, 1 Kontrabass (Fünfsaiter) und Sopran, 1989
- Paról, Sinfonische Kadenz für Mezzosopran und Orchester: 2, 2, 3, 3 – 4, 2, 3, 1 – Hp, Pno, Pke, Perc – Vl, Va, Vc, Cb, 1993
- Câche, Sinfonische Kadenz/StimmenSzene für Sopran und Orchester, 1995 Orchester: 2, 2, 2, 3 – 4, 2, 3, 1 – Hp, Pke, Perc – Vl, Va, Vc, Cb
- Aroma, Sinfonische Kadenz = Stimmenszene für Sopran und Orchestergruppe: Fagott, Pianoforte, Harfe, 2 Perkussionisten, Violoncelli, Kontrabässe, 1995
- Topai, Stimmenszene für Sopran und Orchestergruppe: 2 Oboen, Horn, Solocello, Streicher, Dirigent, 1996
- Acap, Stimmenszene für Sopran, Mezzo, Tenor und Orchestergruppe: Solokontrabass, kleine Trommel, Celesta, Streichorchester, 1996
- Vitu, Stimmenszene für Bass und Orchester: Pikkoloflöte, 2 Englischhörner, A-Klarinette, Contrafagott, Horn, Streicher, 1996
- Anna, offene Stimmenszene für Sopran, Bariton und Orchester: 2, 2, 2, Acl, 2, Cfg – 1,0,3,1 – Hp, Tamtam, 1996
- Schnitt 53/3, für lyrischen Sopran und Orchester: Picc, Fl, Ob (EH), 2, 2, Cfg – 2, 2, 3, 0 – Xyl, gr.Piatti – Streicher, 1997
- Alioliva, Sopran, Tenor, Orchester: 2, 2, 2, 2, Cfg – 2, 2, 3, 1 – Pke, Schlgz, Streicher, 1998
- G u m n a, Stimmenszene für hohen Bass und Orchester: 3, 2, Eh, 4, As, 2, Cfg – 4, 3, Flh, 4, 1 – Hp, Pno, Pke, 3 Perc – Streicher, 1998
- S p i r a l, Stimmenszene für Tenor, Bass und Orchester: 0, 2, 2, 1, Cfg – 2, 2, 3, 1 – Hp, Pno – Streicher, 1998
- Pianissimoarie, Sopran und Orchester: 2, 2, 2, 3 – 2, 2, 3, 1 – 1 perc – Streicher, 1999
- Tlef, fluktuierendes Sextett: Sopran, Mezzosopran, Kontraalt, Tenor, Basso cantante, tiefer Bass, Kontrabassgruppe, 2000
- Oktett für Tenor solo, in 3 Teilen mit Sopran und Mezzo, Harfe, Pianoforte, Cimbasso in F und Bass-Kontrabassposaune (Modell Kunitz), 2001
- False, Mezzosopran und Orchester: Altklarinette, 3 Posaunen, Tuba, 2 Harfen, Crotales Antiques, Violen, Violoncelli, 2001
- Tinap, hoher Tenor, Frauenchor und Orchester: 0, 2, 0, 0 – 2, 2, 3, 0 – 2Hp, Pke, gr. Tr. – Cb-Gruppe, 2002

### Radiophone Musike
- Monod, (eine Verzehrung, … verschwebst), 1974

### Elektroakustische Musik
- Jets, Elektronische Musik, 1996
- Qi, Digitale Electronic, 1997
- Tanek[2], Elektroakustische Musik, 2013
- Tanekubus[2] – entstand gemeinsam mit Mama Baer
- Tan(alog)ek[2] – entstand gemeinsam mit Kommissar Hjuler

### Bühnenwerke
- Das Triadische Ballett. Musik zur Rekonstruktion und choreographischen Neufassung des gleichnamigen Werkes von Oskar Schlemmer (1922), 1976
- spot, (Fragment eines Aufbruchs zum integralen Theater), 1979
- itzo -h u x, Ein satirisches Opernspektakel, Sänger, Schauspieler, Musiker, Zuschauer, Madonnen, Bodybuilder, Gogo-Girls, Dinge, kein Chor, Orchester, 1980/81
- za' khani, Musiktheater, sechs Frauen-,vier Männerstimmen, Schrottner, Oboe, Klarinette, Horn, Posaune, Tuba, Viola, Violoncello, Kontrabass, zwei Schlagzeuger, 1984
- a r a, BühnenTATEN, Mezzosopran, 3 Schlagzeuger für Spezialstahl-Platten, Soundartist mit Assistent, Akteure, Bild-Licht-Raum-Prozesse, Sprachspur, 1985/86
- Nachtvorstellung, eine SilenceFiktionimagination, 3 Soprane, 1 hoher Sprecher, 5 weibliche und 3 männliche Akteure, Musikerinnen: Flöte/auch Pikkolo, Oboe/auch Englischhorn, B-Klarinette/auch in Es, Bassklarinette, Fagott, Horn, sowie ein Schlagzeuger, Tontechnik, 1986
- AUGEN DER WÖRTER, Experimentelle Komödie in fünf Lichtakten, Sopran, Countertenor, Bariton, Aktions-Sprech-Chor-Gruppe, Ensemble, 1991
- Zeitwasser, KammermusikSprechtheater, 2 Lotsen, Mme.Feudel,2 Sprechgeschwoof, Publikum, Akkordeon, Tenorsaxophon, Kontrabass, 1994
- iOPAL, große Oper, Soli, gemischter Chor, Extrachor, Ballet, Orchester, 2002, UA 30. April 2005 in Hannover, Dirigent Johannes Harneit, Bühnenbild Anna Viebrock.

### Szene
- Ohrenatmer, Ein szenisches Ereignis, Mezzosopran, Klarinette/Saxophon, Kontrabass, ein Mime, 1981
- Seiltanz, Szenisches Abenteuer, Spezial-Ensemble: Saxophon, Klarinette, Trompete, zwei Posaunen, Schlagzeuger, Kontrabass, Akteur, Dirigent, 1982
- mini mal !, Eine Frau, 1982
- Ankle Beat, Jemand, 1982
- CLAY-man’s-VERT, eine Freiluftaktion, eine beliebig große Anzahl von Musikern, Singstimmen, Tänzern, sowie Coordinatoren, vier Dirigenten, ein Lichtkünstler, ein Regisseur, 1986
- Man/Scafala, für musikalische Ganzkörper-Figur und ara-Stahlplatten, 1987
- LUFFIO, Umfelder/Szenen, Akkordeon, Klarinette/Tárogató/Saxophon, Cimbasso/Kontrabasstuba, Kontrabass, Stimme/Bewegungsakteur, Bühnenarbeit, StimmBewegunsakteur/Dirigent, Beleuchtungsteam, 1988
- Striggles, für etwa 30 weibl./männl. Akteure voller Unterschied, 1988
- Fulaar, Dinge des Raumes, 1989
- Black Beauty, kleine Trommel mit Schnarrsaite, Fraul – Schauspielerin mit Querphantasie – coq TraumtänzerAberwitz -, Arbeiter – ein Mann für vieles: Gelegenheitsklavier, Klüpfel, Lichtmechaniker -, Lichtassistent, 1993
- FOYER, Vorspiel zu Black Beauty, Ereignisszene live mit Tape, Video, Film, Dias, u. a. (Readymades + 5 Performer), 1994
- p A p, Thermodynamisches Ritual, Motorblock, Oboe/auch Englischhorn, Fagott/auch Kontrafagott, Kontrabass, Pianoforte, Manager/Dirigent, 3-4 weibl/männl. Akteure, ein Arbeiter, 1994
- Eine ganz andere Geschichte, für Schüler eines ersten Schuljahres, 1995
- O p !, Begehbare Video-Szene mit Viola, Percussionen und Tape, 1996
- p a s s o, Sternmarsch in 3 Zügen und Finale, Pfeifen, Summchor, Saxophone, Trommeln, Schlagwerk und Klarinetten, Trompeten, Posaunen, E-Gitarren, Klickmetalle, 1999
- FRAME, concept, 2003

## Diskographie
- Das Triadische Ballett. Produktion der Akademie der Künste (Berlin) 1977. CD. Edel Classics 2008.
- t a n EK/t a n E K u b u s/t a n (alog) E K/HJCvG. Produktion der Akademie der Künste (Berlin) 2011/Tonstudio Hjuler (Flensburg) 2013. LP. Hans Joachim Hespos & Mama Baer/Kommissar Hjuler DVR-HGA/Psych.KG 2013.
- batak / traces de … Werke für Orgel und Cymbalom. Dominik Susteck, Orgel, Eniko Ginzery, Cymbalom, CD, Kreuzberg Records 2019.

## Auszeichnungen
- 1967: Kompositionspreis der Stichting Gaudeamus Bilthoven Nederland
- 1968: Erster Preis der Fondation Royaumont Paris
- 1971: Förderungspreis der Stadt Stuttgart
- 1972/73: Rompreis Villa Massimo
- 1979: Musikpreis der Stadt Mönchengladbach
- 1981: Förderpreis der GEMA
- 1999: Kunstpreis Oldenburgische Landschaft und Niedersächsischer Kunstpreis
- 2008: Praetorius Musikpreis